# Ken Morrow
Kenneth Arlington "Ken" Morrow, född 17 oktober 1956, är en amerikansk före detta professionell ishockeyspelare som tillbringade tio säsonger i den nordamerikanska ishockeyligan National Hockey League (NHL), där han spelade för ishockeyorganisationen New York Islanders. Han producerade 105 poäng (17 mål och 88 assists) samt drog på sig 309 utvisningsminuter på 550 grundspelsmatcher. Morrow spelade också på lägre nivå för Bowling Green Falcons (Bowling Green State University) i National Collegiate Athletic Association (NCAA).
Han draftades i fjärde rundan i 1976 års draft av Islanders som 68:e spelare totalt.
Morrow var en av kärnmedlemmarna i Islanders dynastilag som vann fyra raka Stanley Cup-titlar för säsongerna 1979–1980, 1980–1981, 1981–1982 och 1982–1983. Han var också medlem i det amerikanska ishockeylandslag som deltog i 1980 års olympiska vinterspel i Lake Placid, New York och där USA stod för en av sporthistoriens största bragder, när de besegrade det sovjetiska ishockeylandslaget med 4-3 i en slutspelsmatch, som blev känd som "Miracle on Ice". Två dagar senare bärgade USA och Morrow OS-guldet när de besegrade Finland med 4-2 och därmed blev han den första och enda ishockeyspelare som har vunnit både en Stanley Cup och en OS-guldmedalj under ett och samma år.
1996 blev han belönad med Lester Patrick Trophy för sina tjänster inom den amerikanska ishockeyn.

## Statistik
| 1975–1976   | Bowling Green Falcons | NCAA        | 31  | 4  | 15 | 19  | 34  | —   | —  | —  | —  | —  |
| 1976–1977   | Bowling Green Falcons | NCAA        | 39  | 7  | 22 | 29  | 22  | —   | —  | —  | —  | —  |
| 1977–1978   | Bowling Green Falcons | NCAA        | 39  | 8  | 18 | 26  | 26  | —   | —  | —  | —  | —  |
| 1978–1979   | Bowling Green Falcons | NCAA        | 45  | 15 | 37 | 52  | 22  | —   | —  | —  | —  | —  |
| 1979–1980   | New York Islanders    | NHL         | 18  | 0  | 3  | 3   | 4   | 20  | 1  | 2  | 3  | 12 |
| 1980–1981   | New York Islanders    | NHL         | 80  | 2  | 11 | 13  | 20  | 18  | 3  | 4  | 7  | 8  |
| 1981–1982   | New York Islanders    | NHL         | 75  | 1  | 18 | 19  | 56  | 19  | 0  | 4  | 4  | 8  |
| 1982–1983   | New York Islanders    | NHL         | 79  | 5  | 11 | 16  | 44  | 19  | 5  | 7  | 12 | 18 |
| 1983–1984   | New York Islanders    | NHL         | 63  | 3  | 11 | 14  | 45  | 20  | 1  | 2  | 3  | 20 |
| 1984–1985   | New York Islanders    | NHL         | 15  | 1  | 7  | 8   | 14  | 10  | 0  | 0  | 0  | 17 |
| 1985–1986   | New York Islanders    | NHL         | 69  | 0  | 12 | 12  | 22  | 2   | 0  | 0  | 0  | 4  |
| 1986–1987   | New York Islanders    | NHL         | 64  | 3  | 8  | 11  | 32  | 13  | 1  | 3  | 4  | 2  |
| 1987–1988   | New York Islanders    | NHL         | 53  | 1  | 4  | 5   | 40  | 6   | 0  | 0  | 0  | 8  |
| 1988–1989   | New York Islanders    | NHL         | 34  | 1  | 3  | 4   | 32  | —   | —  | —  | —  | —  |
| NHL totalt  | NHL totalt            | NHL totalt  | 550 | 17 | 88 | 105 | 309 | 127 | 11 | 22 | 33 | 97 |
| NCAA totalt | NCAA totalt           | NCAA totalt | 154 | 34 | 92 | 126 | 104 | —   | —  | —  | —  | —  |